# Monaka

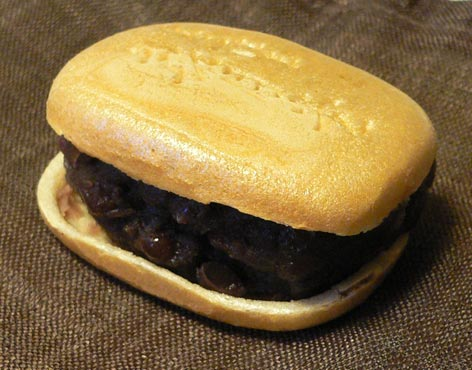
Kimonaka (Monaka-Variante mit höherem Bohnenpasten-Anteil) aus Yokosuka

Monaka (jap. 最中) ist eine japanische Süßigkeit, die aus zwei Mochi-Reiswaffeln besteht, zwischen denen sich eine Schicht Adzukibohnenpaste befindet. 
Das ursprüngliche Monaka war nicht mit Bohnenpaste gefüllt. Bei diesem wurde Klebreis-Pulver (Mochireis) in Wasser gegeben, geknetet, gedämpft, dann ausgerollt und gebacken. Anschließend wurde das Gebäck in eine runde Form geschnitten und mit Zucker bestäubt. In der Edo-Zeit entstand die Idee, Bohnenpaste in den Teig zu geben, was sich in der Meiji-Zeit landesweit durchsetzte.
In den letzten Jahren wurde zunehmend Monaka verkauft, das nicht mit Bohnenmarmelade, sondern mit Eiscreme gefüllt ist. Es wird Monaka-Eis (モナカアイス, Monaka Aisu) genannt.